# باشگاه فوتبال کرزن اشتون
باشگاه فوتبال کرزن اشتون (به انگلیسی: Curzon Ashton Football Club) یک باشگاه فوتبال در شهر اشتون آندر لاین، کشور انگلستان است که در سال ۱۹۶۳ میلادی تأسیس شده است.الکس سمیع‌زاده مهاجم ایرانی عضو این تیم است.